# おちゃべり
『おちゃべり』は、毎日放送（MBSテレビ）の制作で2009年3月2日から3月27日までTBS系「ひるドラ」（月 - 金 13:30 - 14:00 (JST) ）枠で放送されていた昼ドラであり、同枠最終作品となった。全20回でハイビジョン制作。主演は星野真里。

## 概要
一日一話完結のストーリーとなっており、相談者役のキャストは日替わりゲスト（後述、第17話・最終話のみレギュラー出演者）となっていた。また、最終話を除くエンディングでは主題歌を担当するリュ・シウォンが視聴者の夫にかわって日頃の感謝の気持ちを伝える「今日のささやき」を放送していた。作品の性質上、一つのセットのみで進行し、撮影も脚本の順番に行う「順撮り」（日本では公開収録形式のシチュエーション・コメディで見られる）を採用していた。
本作は「妻そして女シリーズ」「ドラマ30」「ひるドラ」と34年間続いたMBS制作による昼ドラの最終作品となった（終了に至る経緯は「ひるドラ」及び「愛の劇場」の項目参照）。また、本作と同日に「愛の劇場」枠『大好き!五つ子』が終了したことにより、TBS系列から昼ドラ・帯ドラマが全て消滅した。
本作の通常放送時間とワールド・ベースボール・クラシック（WBC）日本代表の試合時間が重なり、TBS系列で生中継された影響を受け、放送時間が5話分変更された。3月17日-19日は第2ラウンド中継により放送時間が10:25 - 10:55に変更、3月20日は第2ラウンド・日本×韓国戦、3月24日は決勝・日本×韓国戦の中継がそれぞれ延長されたため、放送時間が16:30 - 17:00に変更された。

## あらすじ
コーヒーの味もケーキの味もごく普通のカフェ「Cafe南風」を舞台に、さまざまな悩みを抱えてやってくる相談者が、このカフェの常連客である3人の専業主婦たちと雑談をしているうちに、いつの間にかその悩みがスッキリ解決してしまうまでを描いたワンシチュエーション・コメディ。

## 登場人物

### レギュラー
田中彩和子 - 星野真里
28歳。「Cafe南風」の常連客で、気配り上手な主婦。普段は温厚で結構控えめだが、夢や目標を諦めようとしている人に対しては熱くなる。
中村美里 - 堀内敬子
32歳。「Cafe南風」の常連客で、マイペースな主婦。本人に悪気はないが歯に衣を着せず、ハッキリと物を言うところがある。
宮西香梨 - 峯村リエ
39歳。「Cafe南風」の常連客で、おせっかい焼きな主婦。姉御肌で思ったことをすぐ口にする。
高梨吾郎 - 小林すすむ
52歳。「Cafe南風」のマスター。早くに妻を亡くし、男手一つでみなみを育てた。情に厚い。
高梨みなみ - 金田美香
21歳。吾郎の娘で大学生。
柳沢淳平 - 小堀正博
19歳。「Cafe南風」でアルバイトをする大学生。みなみに好意を抱いている。
前園順子 - かとうかず子
50歳。「Cafe南風」の常連客で、和風雑貨店を経営している。占いが好きで鑑定することがある。
ナレーター - 中村正

### 相談者
第17話・最終話以外は日替わりゲスト。
- 第1話：山崎美保 - 矢沢心
- 第2話：橋本市子 - 山下容莉枝
- 第3話：飯塚久美 - 小西美帆
- 第4話：菊地崇 - 津田寛治
- 第5話：辰巳尚之 - 笹野高史
- 第6話：木村勇樹 - 柄本佑
- 第7話：日野敦子 - 大島蓉子
- 第8話：矢吹正人 - 本村健太郎
- 第9話：信本和磨 - 兼子舜
- 第10話：柳本千恵 - 松金よね子

- 第11話：中川守 - 井之上チャル
- 第12話：望月みのり -　川田希
- 第13話：千葉加奈子 - 小林きな子
- 第14話：松村高志 - 森永悠希
- 第15話：神田ヒロミ - 加藤夏希
- 第16話：飯島涼太 - 有吉弘行
- 第17話：前園順子 - かとうかず子
- 第18話：寺内健太 - 波岡一喜
- 第19話：相原洋子 - 緑友利恵
- 最終話：田中彩和子 - 星野真里

### その他
- 第4話：菊池彩乃（妻） - 松本若菜
- 第8話：神原（スーパー助産師） - 野口かおる
- 第9話：佐藤浩平（友人） - 森田直幸
- 第10話：柳本加代子（娘） - 作間ゆい
- 第11話：中川啓子（母） - 和泉敬子、中川茜（妻） - 宮嶋麻衣
- 第15話：和哉（彼氏） - 中岡優介
- 第17話：香坂順一 - 渋江譲二、飛田慎二(元パティシエ) - カンニング竹山〔写真出演〕、イケメン - 荒木悠司、真多陽輔、真柴純、吉田信吾、菅原一樹

## スタッフ
- 脚本 - 川邊優子、武田有起、一雫ライオン、坪田文
- 演出 - 中村和宏、深迫康之、二宮崇、皆元洋之助
- 音楽協力 - ミリカ・ミュージック、fink bro
- TD - 吉田恭一
- セットデザイン - 山崎博
- プロデューサー - 川上裕（MBS)、中沢晋・小林美穂（オフィスクレッシェンド）
- ラインプロデューサー - 川口彩都美
- AP - 西村美保（MBS企画）
- リサーチ - 今浪祐介
- 宣伝 - 渡辺優子
- 制作統括 - 藪内広之
- 技術協力 - 関西東通、アーチェリープロダクション、サウンドエースプロダクション、放送映画製作所
- 収録スタジオ - MBSスタジオ in USJ
- 制作協力 - オフィスクレッシェンド
- 製作・著作 - 毎日放送

## 主題歌
- リュ・シウォン「Cafe Wonderland」（徳間ジャパンコミュニケーションズ）
作詞:久保田洋司/作曲･編曲:fink bro.

## サブタイトル
| 週    | 話数   | 放送日        | サブタイトル（相談内容）                                                 | ゲスト（相談者） | 脚本         | 演出       |
| ----- | ------ | ------------- | ------------------------------------------------------------------------ | ---------------- | ------------ | ---------- |
| 第1週 | 第1話  | 2009年3月2日  | 夫の携帯、見る? 見ない?                                                  | 矢沢心           | 川邊優子     | 中村和宏   |
| 第1週 | 第2話  | 2009年3月3日  | カラオケで歌うなら大塚愛? テレサテン?                                    | 山下容莉枝       | 川邊優子     | 中村和宏   |
| 第1週 | 第3話  | 2009年3月4日  | 占いは信じる? 信じない?                                                  | 小西美帆         | 川邊優子     | 中村和宏   |
| 第1週 | 第4話  | 2009年3月5日  | 3度目の結婚記念日プレゼントするなら愛? 離婚届?                           | 津田寛治         | 武田有起     | 二宮崇     |
| 第1週 | 第5話  | 2009年3月6日  | 老後の幸せ託すなら粒餡? それともこし餡?                                  | 笹野高史         | 武田有起     | 二宮崇     |
| 第2週 | 第6話  | 2009年3月9日  | 男の一世一代のプロポーズ、 贈るのは指輪? それともオリジナルソング?       | 柄本佑           | 川邊優子     | 二宮崇     |
| 第2週 | 第7話  | 2009年3月10日 | 消えたヘソクリ、探す? それとも黙っておく?                                | 大島蓉子         | 川邊優子     | 中村和宏   |
| 第2週 | 第8話  | 2009年3月11日 | 妻の出産、立ち会うべき? 一人で産んでもらうべき?                          | 本村健太郎       | 一雫ライオン | 皆元洋之助 |
| 第2週 | 第9話  | 2009年3月12日 | 青春の1ページ、選ぶのは恋? それとも友情?                                 | 兼子舜           | 武田有起     | 中村和宏   |
| 第2週 | 第10話 | 2009年3月13日 | 娘の彼氏はダメ彼氏か? 好条件のお見合い相手か?                            | 松金よね子       | 川邊優子     | 中村和宏   |
| 第3週 | 第11話 | 2009年3月16日 | 宝くじ当選! 買うなら着物? それともプリン1万個!?                          | 井之上チャル     | 武田有起     | 深迫康之   |
| 第3週 | 第12話 | 2009年3月17日 | 引越しの挨拶、タオルか? 紅茶か?                                          | 川田希           | 川邊優子     | 深迫康之   |
| 第3週 | 第13話 | 2009年3月18日 | 太っちゃっても同窓会は行ける? 行けない?                                  | 小林きな子       | 坪田文       | 深迫康之   |
| 第3週 | 第14話 | 2009年3月19日 | 離婚! ついて行くならお父さん? お母さん?                                  | 森永悠希         | 川邊優子     | 深迫康之   |
| 第3週 | 第15話 | 2009年3月20日 | 別れ話は、会って話す? それともメール?                                    | 加藤夏希         | 川邊優子     | 二宮崇     |
| 第4週 | 第16話 | 2009年3月23日 | 冴えないペテン師 変えるならセールストーク? それとも商品?                 | 有吉弘行         | 武田有起     | 皆元洋之助 |
| 第4週 | 第17話 | 2009年3月24日 | 採用するなら、イケメン? それともパティシエ?                              | かとうかず子     | 川邊優子     | 皆元洋之助 |
| 第4週 | 第18話 | 2009年3月25日 | もうすぐ卒業式〜電車で会うあの子に告白するなら、 座ってする? 立ってする? | 波岡一喜         | 川邊優子     | 中村和宏   |
| 第4週 | 第19話 | 2009年3月26日 | 高校最後の1年間。 やるならアルバム委員? それとも亀の飼育係?              | 緑友利恵         | 武田有起     | 中村和宏   |
| 第4週 | 最終話 | 2009年3月27日 | お茶をするなら、東京か? ヘルシンキか?                                    | 星野真里         | 川邊優子     | 中村和宏   |